# 格尼茲季謝
51°52′39″N 31°29′55″E / 51.87750°N 31.49861°E
格尼茲季謝（烏克蘭語：Гніздище），是烏克蘭北部的村莊，隸屬切爾尼希夫州的切爾尼希夫區。該村始建於十七世紀，面積0.71平方公里，海拔高度134米，2006年人口75，人口密度每平方公里106.38人。